# Henri Leonard Zeldenrust

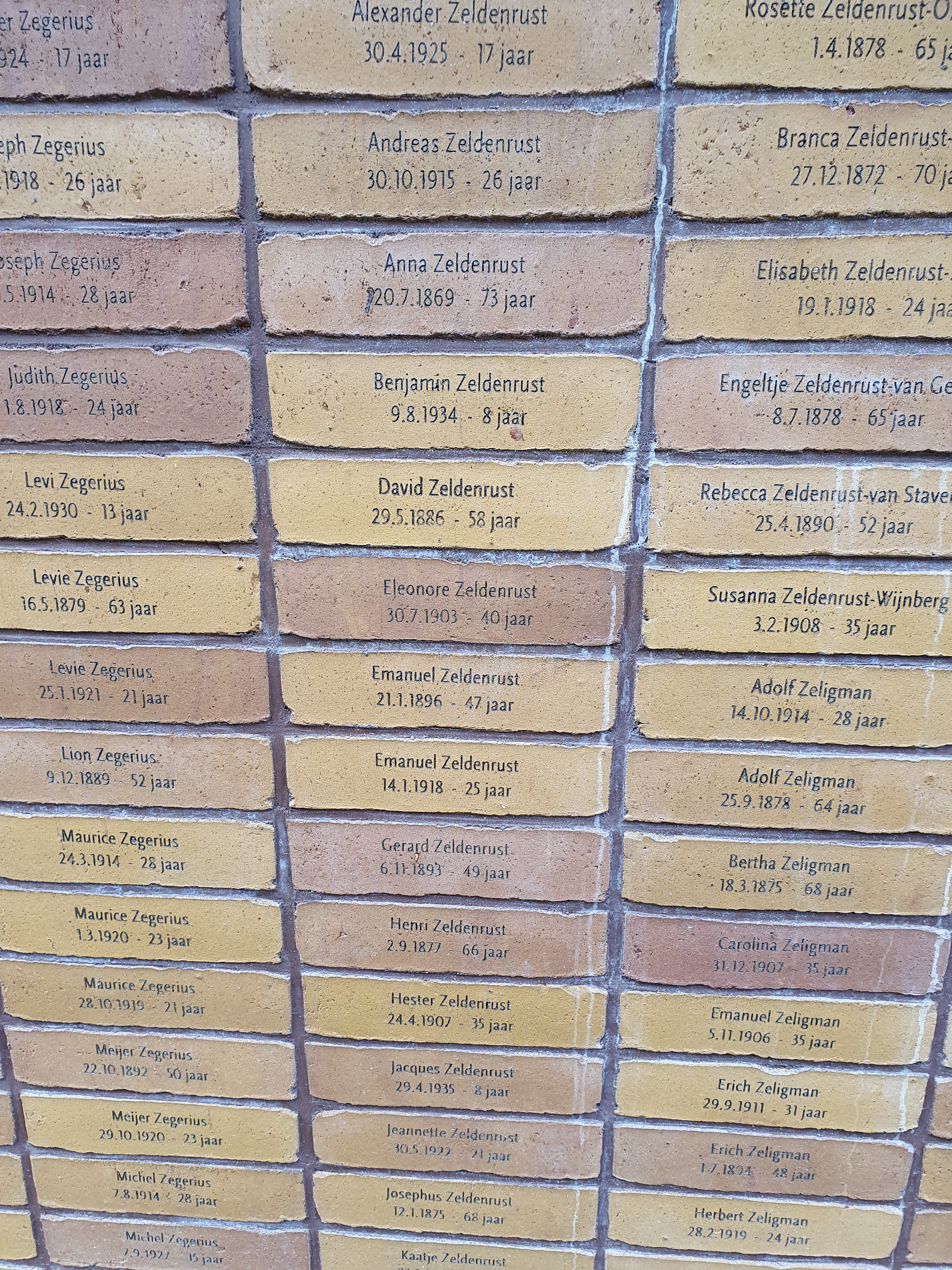
Detail van het Nationaal Holocaust Namenmonument in Amsterdam met daarop de namen van Henri Zeldenrust en zijn dochter Eleanore.

Henri Leonard Zeldenrust (Den Haag, 2 september 1877 – Auschwitz, 11 februari 1944) was een Nederlands dirigent. 

## Familie
Henri Zeldenrust was zoon van Leonardus Josephus Zeldenrust en Frederica Jacobson. Hij had met zijn vrouw Justine Victorine Enthoven vier kinderen, Eleonore Frederica Anna, Leonardus Coenraad, Carolina Juliette en Sophie Henriette. Zijn zoon Leonardus Coenraad Zeldenrust was een bekend journalist, auteur van stadswandelgidsen en tekenaar van karakteristieke stadsgezichten. Zijn jongste dochter Sophie Henriëtte Montezinos-Zeldenrust was actief bij de dierenbescherming in Afrika. In 1927 en in 1937 werd hij gehuldigd met zijn 30-jarig respectievelijk 40-jarig jubileum als dirigent. Vanwege zijn joodse geloof werd hij in de Tweede Wereldoorlog gevangen gezet in Westerbork en vervolgens getransporteerd naar Auschwitz waar hij overleed op 11 februari 1944. Ook zijn vrouw en oudste dochter zijn in Auschwitz overleden.

## Muziek
Hij kreeg zijn opleiding aan het Haags Conservatorium; hij kreeg er les van Jacob David Henriques de la Fuente (solfège, piano en cello), Jules Bolle (piano) en Willem Nicolaï (directie). Met zijn einddiploma (1897) op zak werd hij hoornist bij de Italiaanse Opera in Den Haag. Het jaar daarop werd hij hoornist, pianist, begeleider, repetitor en toneelkapelmeester bij de Koninklijke Franse Opera aldaar. Hij greep zijn kans toen de vaste dirigent Paul Bastide ziek was en de plaatsvervanger het niet aandorst om te dirigeren; het is dan 1911. Bij het vertrek van Bastide schoof alles op en hij werd zodoende onder Jules Moes plaatsvervangend dirigent en in 1918 eerste dirigent. Na een jaar ging het gezelschap failliet.
Hij was kapelmeester en dirigent bij opera’s, koren, orkesten en fanfares waaronder de Nationale Opera (1919-1923), het gezelschap van Namen (vijf maanden in 1923), Co-Opera-Tie, (1923-1927), het Haagsch Harmonie Orkest (1924-1927), Nationaal Operettegezelschap en Nederlansch Opera Ensemble met als begeleidingsorkest het residentie Orkest. Hij was gastdirigent bij het  Orkest van de Hilversumsche Draadlooze Omroep (HDO). Ook was hij actief als muziekleraar en arrangeur en vervulde bestuursfuncties bij muziekorganisaties.

## Uitgevoerd repertoire
- De Theaterencyclopie[9] houdt een lijst bij van aankondigingen, affiches of programmaboekjes.
- Radio-uitvoeringen zijn gedocumenteerd als aankondigingen en recensies in diverse gidsen van de omroepen, kranten- en tijdschriftartikelen uit de periode 1910-1944.
- Filmpje van het bezoek van het Engelse marineschip, de H.M.S. Watchman, aan Nederland (1-1-1921).[10] Met een onderdeel van een orkest onder leiding van Henri Zeldenrust.
- Grammofoonplaat met het Jamboreelied[11] uitgevoerd in 1937 door het Harmonieorkest met Padvinderskoor onder leiding van Henri Zeldenrust (Decca AM 32010).[12]